# Sabina Jakubowska

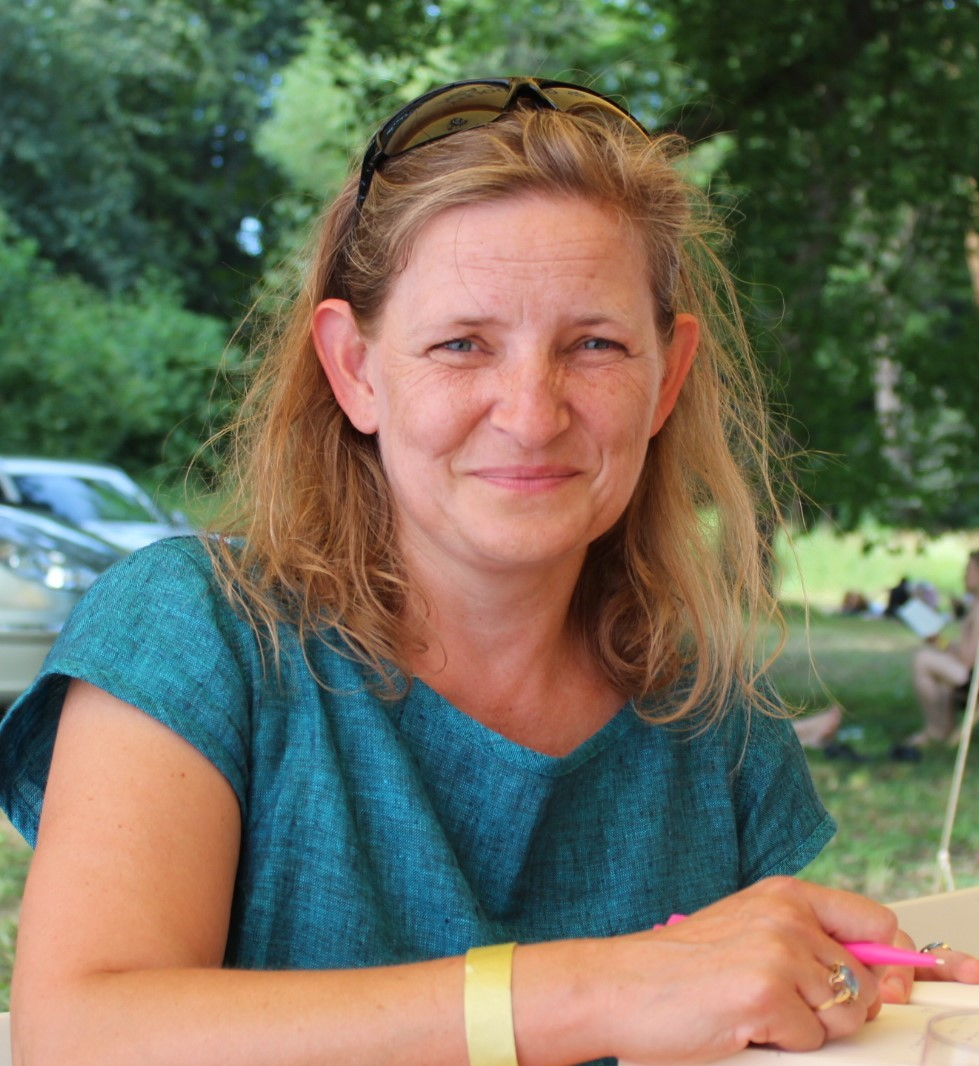
Sabina Jakubowska

Sabina Jakubowska (* 1974) ist eine polnische Autorin der Gegenwartsliteratur. Mit ihrem Roman Akuszerki (dt.: Hebammen), veröffentlicht 2022 in der Verlagsgruppe Relacja, gelang der Autorin in ihrem Heimatland Polen der literarische Durchbruch. Sie erhielt zahlreiche Nominierungen, u. a. für den Europäischen Literaturpreis 2023.

## Leben
Jakubowska stammt aus Südpolen. Sie ist Archäologin, Geschichtslehrerin und Doula. An der Jagiellonen-Universität in Krakau hat sie berufsbegleitend zum Thema historische Namensgebung promoviert. Jakubowskas zwei Urgroßmütter waren Hebammen.

## Werk
In ihrem Roman Akuszerki erzählt Sabina Jakubowska die Geschichte des ländlichen Polens des späten 19. und frühen 20. Jahrhunderts aus der Sicht einer Hebammenfamilie. Das 700-seitige Werk zeichnet sich durch eine sehr differenzierte Sprache mit viel Lokalcolorit aus, umfassende Expertise der historischen Zusammenhänge sowie detailgetreue Beschreibungen von Geburten und Schwangerschaften.

## Auszeichnungen und Nominierungen
Sabina Jakubowskas Roman Akuszerki wurde im September 2022 mit dem Literaturpreis Krakauer Buch des Monats ausgezeichnet, der an Krakauer Autoren und Verlage bzw. Werke, die sich mit der Stadt Krakau befassen, vergeben wird. Darüber hinaus erhielt das Buch zahlreiche Nominierungen, u. a. für folgende Literaturpreise:
- Nike-Literaturpreis 2023[1]
- Witold-Gombrowicz-Literaturpreis 2023[2]
- Europäischer Literaturpreis 2023[3][4]

## Rezeption
Jakubowska wurden von der polnischen Presse sehr positiv aufgenommen. Besonders die Perspektive der Frau und das Thema Geburt stieß auf ein hohes Interesse der Medien.
Im deutschen Sprachraum ist die Autorin noch weitgehend unbekannt. Das erste Interview, das Jakubowska der deutschen Presse gab, erschien am 20. Juni 2024 in der katholischen Tageszeitung Die Tagespost. Das Interview wurde von der in Heidelberg promovierten Übersetzungswissenschaftlerin Agnieszka Will geführt und übersetzt. Neben der Printausgabe veröffentlichte Die Tagespost auch eine Onlineversion des Interviews – das Gespräch ist online sowohl auf Deutsch als auch in der polnischen Langfassung zugänglich.